# Висмутин (вещество)
Висмути́н — химическое соединение с формулой BiH3, тяжёлый токсичный газ. Это самый тяжёлый аналог аммиака. BiH3 очень неустойчив при комнатной температуре, разлагаться на висмут и водород начинает при температуре гораздо ниже 0 °C, притом наличие висмута и водорода каталитизируют дальнейшее разложение висмутина (автокатализ). Соединение имеет пирамидальную структуру с углами между H-Bi-H примерно 90°.
Термин висмутин также является основополагающим для семьи висмутоорганических соединений(III), общими для которых является формула BiR3, где R — органический радикал. В качестве примера, Bi(CH3)3 — это соединение имеет название триметилвисмут.

## Получение и свойства
В целом гидриды элементов V группы менее устойчивы, чем элементов IV и VI групп. При давлении в 1 атмосферу и температуре 300 °C в равновесной смеси находится около 3 % NH3. Стибин и висмутин медленно разлагаются уже при комнатной температуре:53.
BiH3 получить достаточно сложно. Попытки синтезировать висмутин путём прямого взаимодействия атомарного водорода с элементарным висмутом не дали положительного результата:53. Обычно его получают перегруппировкой металловисмутинов BiH2Me (здесь Me = метил).
{\displaystyle {\mathsf {3BiH_{2}Me\rightarrow 2BiH_{3}+BiMe_{3}}}}
Метилвисмутин BiH2Me также термически неустойчив. Его получают с помощью метилвисмута дихлорида, BiCl2Me, восстанавливая его с помощью алюмогидрида лития LiAlH4.
В небольших количествах образуется при действии разбавленных кислот на висмутиды щелочных или щёлочноземельных металлов, однако получаемый таким способом висмутин крайне неустойчив и сразу разлагается. Это обстоятельство в течение полутора сотен лет мешало детально изучить химические свойства висмутина.
Являясь гомологом арсина, BiH3 имеет общую с ним тенденцию к резкому росту неустойчивости в присутствии элементов-образователей, соответственно висмута и водорода. Газ разлагается по реакции:
{\displaystyle {\mathsf {2BiH_{3}\rightarrow 3H_{2}+2Bi,\ \Delta H_{278}^{0}=-278kJ/mol}}}
Газ висмутин получается при использовании пробы Марша, при этом быстро разлагаясь и образуя висмутовое зеркало подобно арсину. Проба Марша может обнаруживать присутствие As, Sb и Bi. Различить эти три элемента можно по их растворимости в некоторых веществах: As растворяется в гипохлорите натрия NaOCl, Sb растворяется в полисульфиде аммония, а висмут не растворяется ни в одном из них.

## Использование и опасность соединения
Висмутин токсичен и нестабилен, что делает его получение сложным процессом, и по этой же причине практического применения висмутин не имеет. Его получают в основном для исследования или как побочный продукт при проведении пробы Марша на висмут. Для хранения висмутина необходимы низкие температуры.